# سیننه هورنبری
سینْنِه آیدا کاتارینا هورْنْبُری (۸ نوامبر ۱۸۶۲، تورکو – ۶ دسامبر ۱۹۱۶، هلسینکی) اولین زن معمار فنلاندی بود. وی پس از دریافت دیپلم معماری در سال ۱۸۹۰، اولین معمار رسمی زن در جهان نام گرفت.

## زندگی‌نامه
او که دختر اسقف بود، از بهار ۱۸۸۸ در موسسه پلی تکنیک هلسینکی حضور یافت. هورنبورگ در سال ۱۸۹۰ با مجوز ویژه به عنوان معمار فارغ‌التحصیل شد، زیرا دانش آموزان دختر در مدرسه پذیرفته نشدند. پس از آغاز همکاری فعال با الیا هیکل، او به مؤسسه لارش سونک پیوست.
یکی از برجسته‌ترین آثار او سینْنِلْینْنا در پری (فنلاند) (۱۸۹۲) است. او همچنین نمای بیرونی ساختمان آپارتمان سِپَنْکاتو (۱۸۸۷) را در هلسینکی طراحی کرد، زیرا در زمانی که معماری حرفه مردانه بود برای زنان درست تلقی نمی‌شد که کل ساختمان‌ها را طراحی کنند.
هورنبری که به سبک ملی‌گرایی رمانتیک کار می‌کرد، در طراحی ساختمان آتش‌نشانی در هامینا نیز مشارکت داشت. او همچنین در ساختمان‌های شهرداری برای کودکان فقیر در هلسینکی کار کرد.

## جستارهای وابسته

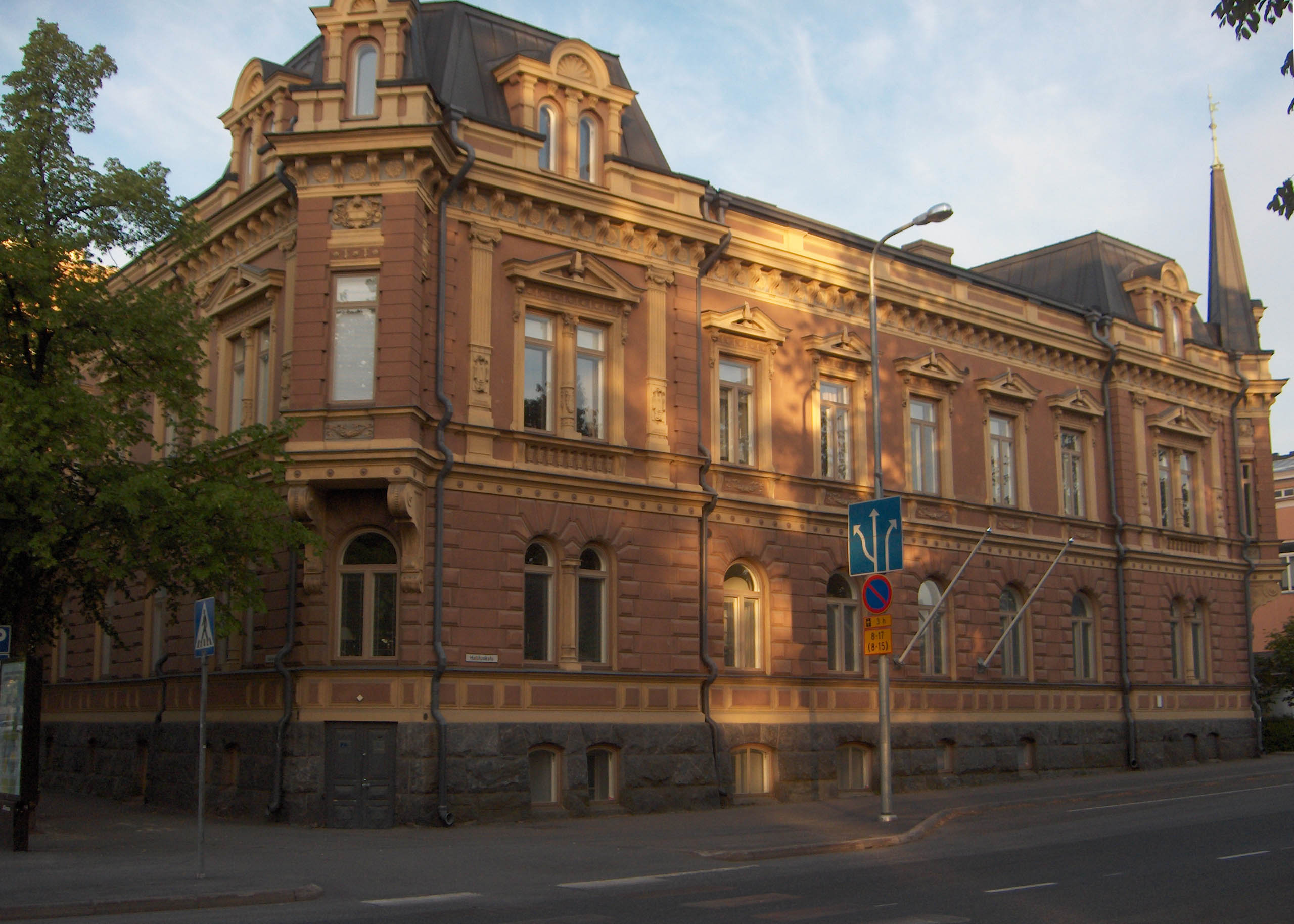
سینْنِلْینْنا در پری (فنلاند) (۱۸۹۲)